# Héródianosz (történetíró)
Héródianosz (ógörögül: Ήρωδιανός, latinul: Herodianus), (kb. 178 – kb. 240/250) görög történetíró. Művében a Marcus Aurelius halála utáni eseményeket és a Severus-dinasztia felemelkedését és bukását mutatja be. Ő az egyedüli kortárs történetíró, akinek műve, A Római Birodalom története Marcus Aurelius halálától teljes egészében fennmaradt a 180–235 közötti korszakból.

## Élete
Életrajzi adataira csak a művében található utalások alapján következtethetünk. Valószínűleg 178. előtt született, és valószínűleg felszabadított rabszolga volt. Az általa tárgyalt utolsó esemény 238-ban történt, tehát valamikor ezután halt meg. Hérodianos beszámol arról, hogy egy ideig Rómában élt, és valamilyen alacsonyabb funkciót töltött be a császári és a senatusi adminisztrációban. Görög, vagy a görögöt nagyon magas szinten beszélő keleti származású volt. Pontos származási helye vitatott, egyes kutatók Bithyniát, mások Egyiptomot valószínűsítik. Héródianos görög olvasó- és hallgatóközönségnek szánhatta művét, ezért igen gyakoriak a műben a különböző magyarázó jellegű kitérők (római istenek, ünnepek, játékok leírása), valamint a latin fogalmaknak majdnem mindig a görög változatát használja.

## Műve

### Rendezőelve
A szerző saját megjegyzése szerint (I. 1.5.) az egyes eseményeket időbeli sorrendben és uralkodónként követi végig:
„Néhányan hosszan uralkodtak, mások csak rövid időre jutottak uralomra, megint másokat pedig alig kiáltottak ki császárnak, és szerezték meg egy napra a hatalmat, azonnal elbuktak. Hatvan év alatt a Római Birodalomnak több uralkodója volt, mint amennyit az idő megkövetel, és a csodálatra méltó események tarkán követték egymást. Az idősebbek tapasztalatuk folytán gondosabban viselkedtek és uralkodtak alattvalóikon, az ifjabbak pedig, könnyelműbben élve, sok újdonságba kaptak bele, így az életkorukban és tekintélyükben megmutatkozó különbségek viselkedésüket is nyilvánvalóan meghatározták. Az időrendet és az uralkodók egymásutánját szem előtt tartva beszélem el, hogyan történt mindez.”

### Tartalmi összefoglaló
Az egyes könyvekben egy-egy uralkodó áll a középpontban:
- I. könyv Commodus (ur.: 180–193)
- II. könyv Pertinax (ur.: 193)
- III. könyv Septimius Severus (ur.: 193–211)
- IV. könyv Caracalla (ur.: 211–217)
- V. könyv Macrinus (ur.: 217–218)
- VI. könyv Elagabalus (ur.: 218–222)
- VI. könyv Severus Alexander (ur.: 222–235)
- VII.könyv Maximinus Thrax (ur.: 235–238)
- VIII. könyv Gordianusok – Pupienus – Balbinus (ur.: 238)

A mű összesen 58 (Héródianos pontatlan számításai szerint 61) év eseményeit taglalja. Az általa eszményített uralkodó Marcus Aurelius – minél jobban hasonlít hozzá egy uralkodó, annál jobb lesz az uralkodása.

## Művei magyarul
- Héródianos: A Római Birodalom története Marcus Aurelius halálától. Fordította: Fehér Bence és Kovács Péter. [Az utószót és a jegyzeteket írta Kovács Péter.] Osiris Kiadó. Budapest, 2005 (Sapientia humana sorozat) ISBN 963-389-669-X